# Saab 9000
Saab 9000 je luxusní automobil který byl vyráběn mezi roky 1984 – 1998 automobilkou Saab. Během výroby byl postupně modernizován. Dodával se jako pětidveřový hatchback a později přibyl také sedan 9000 CD. Díky vývoji společné platformy s koncernem Fiat a jeho částmi Alfa Romeo a Lancia sdílel Saab 9000 některé konstrukční prvky s modely Fiat Croma, Alfa Romeo 164 a Lancia Thema.

## Galerie

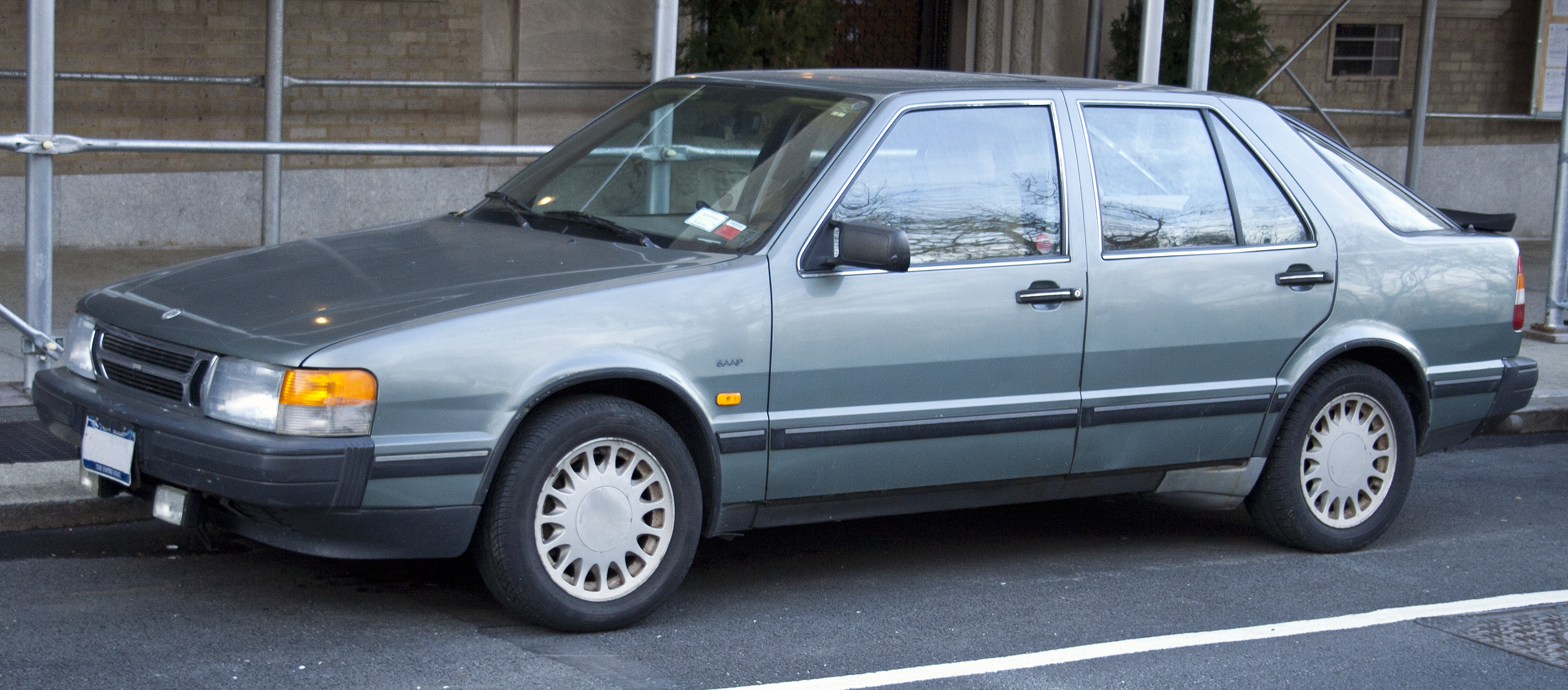
9000 CC (1986–1990)
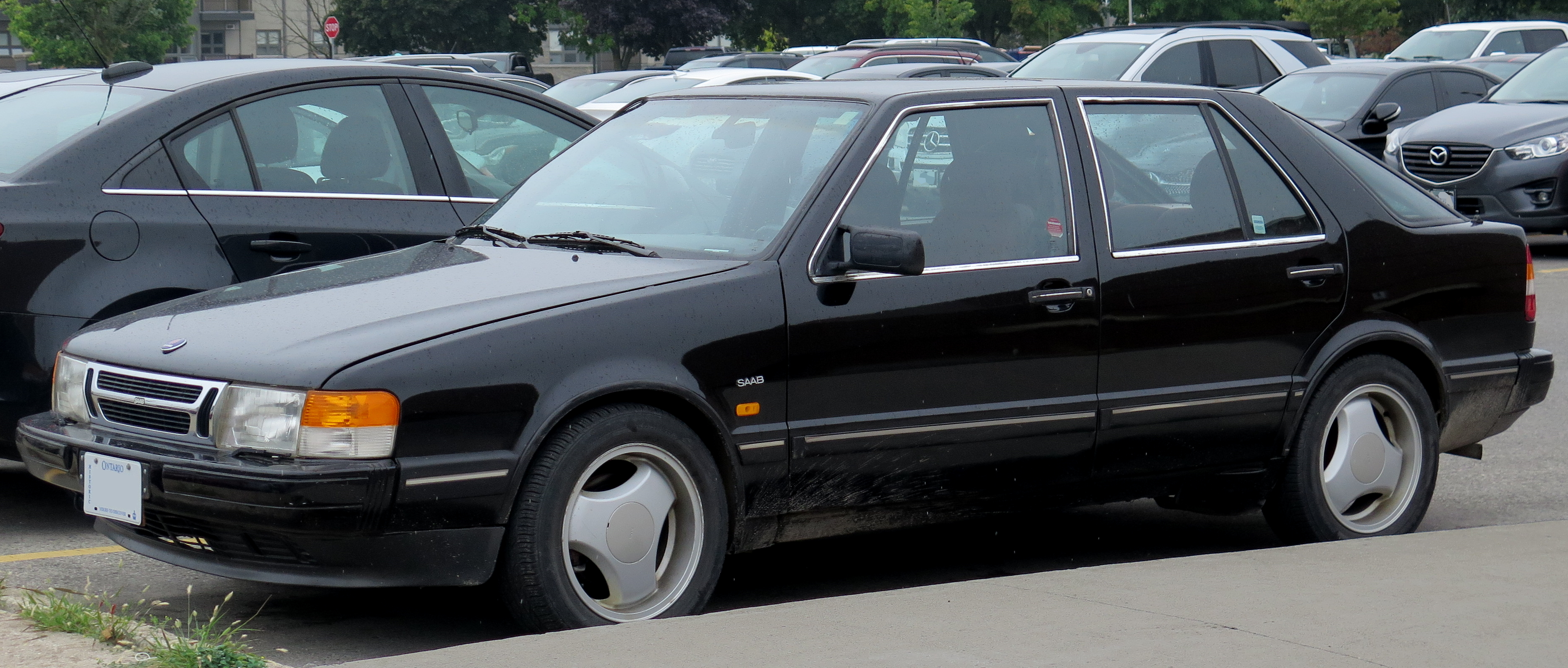
9000 CC (1986–1990)
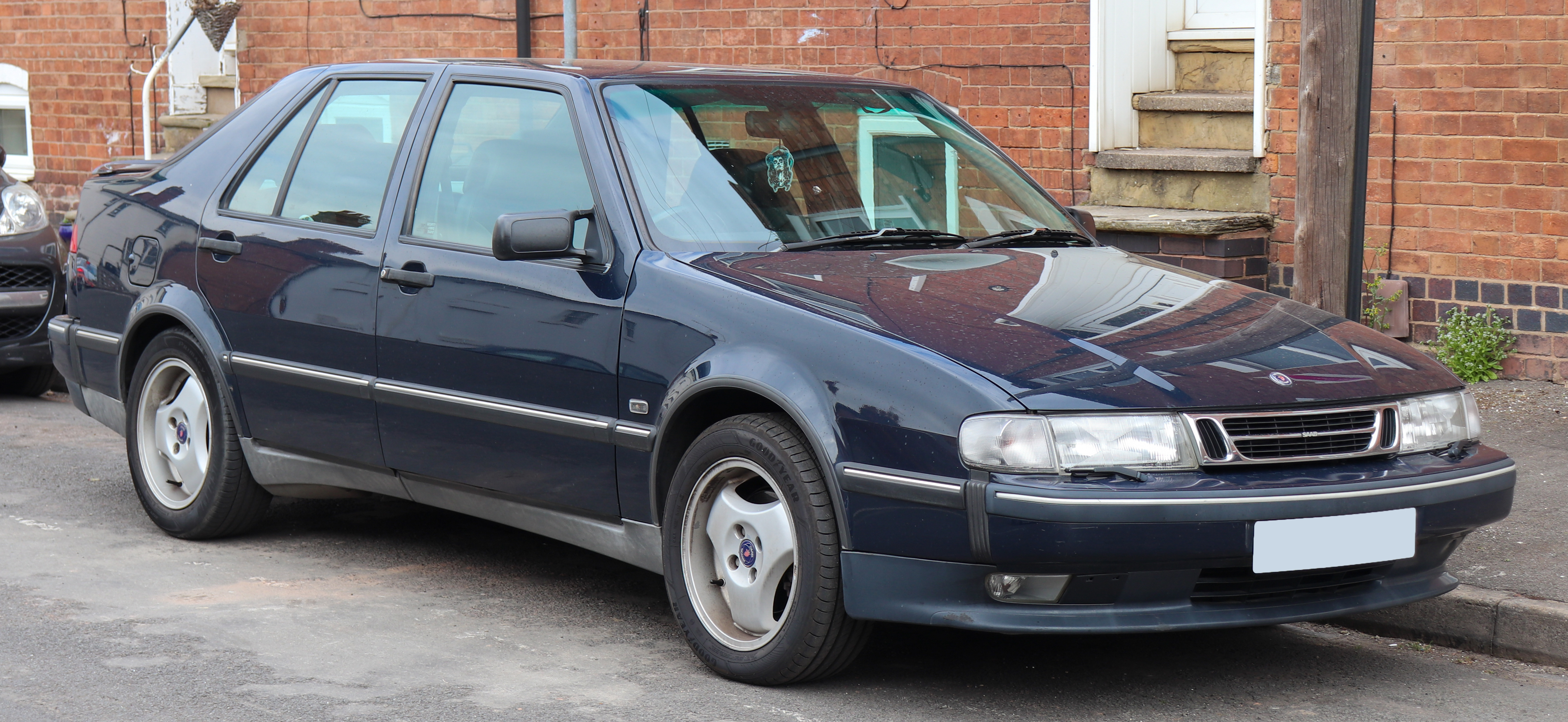
9000 CS (1992–1998)